# Mictochroa caterva
Mictochroa caterva är en fjärilsart som beskrevs av William Schaus 1904. Mictochroa caterva ingår i släktet Mictochroa och familjen nattflyn. Inga underarter finns listade i Catalogue of Life.